# Creu de la Santa Missió (Sant Julià de Vilatorta)
La Creu de la Santa Missió és un monument del municipi de Sant Julià de Vilatorta (Osona) que forma part de l'Inventari del Patrimoni Arquitectònic de Catalunya.

## Descripció
És un monument commemoratiu situat davant del portal de ponent de l'església de Santa Maria de Vilalleons. Damunt un basament de dues peces, una de les quals és motllurada, s'assenta un pilar de secció quadrada, amb els angles escairats i motllures a la part superior. Damunt s'hi assenta una pedra d'una sola peça, amb una piràmide truncada al damunt amb uns baixos relleus de formes antropomorfes a cada una de les cares, algunes de les quals estan molt deteriorades i són difícils de descriure. És culminada per una creu de ferro amb una inscripció que diu: "SANTA MISSIÓ 1962". És construïda en pedra i ferro, la pedra sembla tenir diferents llocs d'origen i la sembla més vella és la que correspon a la piràmide.

## Història
Com indica la inscripció aquesta creu commemora els actes realitzats per la Santa Missió a la dècada del 1960, molt freqüents a tota la plana de Vic. La diversa qualitat de la pedra ens fa pensar que s'hagin aprofitat elements d'altres èpoques tot i que no tenim cap document que ens ho confirmi.